# Кононенкове (Сумський район)
Коно́ненкове —  село в Україні, у Степанівській селищній громаді Сумського району Сумської області. Населення становить 64 осіб. До 2020 орган місцевого самоврядування — Косівщинська сільська рада.

## Географія
Село Кононенкове знаходиться на правому березі річки Дальня (Мала) Ільма в місці її впадіння в річку Сумка, вище за течією на відстані 1 км розташоване село Надточієве, вище за течією річки Сумка на відстані 1 км розташоване селище Степанівка, нижче за течією на відстані 1,5 км розташоване село Косівщина.

## Історія
Село відоме щонайменше з 1783 року як казенний хутір Кононенко. У 1864 році хутір налічував 5 дворів і 34 жителя. З часом хутір Кононенко злився з сусіднім хутором Киричко.
12 червня 2020 року, відповідно до розпорядження Кабінету Міністрів України № 723-р «Про визначення адміністративних центрів та затвердження територій територіальних громад Сумської області», село увійшло до складу Степанівської селищної громади.
19 липня 2020 року, в результаті адміністративно-територіальної реформи та ліквідації Сумського району(1923—2020), увійшло до складу новоутвореного Сумського району.